# ワールドコーヒー
株式会社ワールドコーヒーは京都府京都市左京区に本店を、京都市右京区に本社、工場を置くコーヒーの製造会社、および、直営の喫茶店を経営する企業。

## 直営店
- 直営の喫茶店に関しては店舗紹介を参照。

## 沿革
- 1961年 - コーヒーショップ白川店として開業
- 1969年 - ワールドコーヒーショップ白川本店オープン
- 1970年 - 株式会社ワールドコーヒー設立
- 1977年 - 大阪営業所開設
- 1981年 - 名古屋営業所開設
- 1990年 - ワールドコーヒーショップ白川本店１階新装オープン
- 1991年 - レストラン白川ROSA(2階)、パーティーフロア(3階)オープン
- 1997年 - カフェコロラドゼスト御池店オープン
- 2005年 - カフェコロラド二条駅前店オープン
- 2007年 - ワールドコーヒー商工会議所店オープン
- 2007年 - ISO9001-2000認証取得
- 2023年10月1日 - ダンシンダイナーの支援を受け事業譲渡。旧社は株式会社KWCに名称変更
- 2025年1月24日　-　旧・ワールドコーヒーが経営破綻。（特別清算開始)